# 河上公
河上公（かじょうこう）は、古代中国の伝説上の人物。前漢文帝期の隠者。王弼と並ぶ『老子』注釈者の筆頭。

## 人物
姓名不詳。「河上」は「黄河のほとり」を意味する。河上丈人とも呼ばれる。
葛洪『神仙伝』河上公伝、および葛玄『老子道徳経序訣』に、以下の説話が伝わる。
前漢文帝の時代、河上公は黄河のほとりに庵を結び、『老子』を読んでいた。同じころ、文帝や臣下も『老子』を読んでいたが、誰も意味を説明できない箇所が複数あった。すると、侍郎の裴楷が、河上公なら説明できるだろうと進言した。文帝は河上公に使者を送ったが、河上公は拒絶した。そこで文帝は自ら行幸して河上公を訪ね、河上公の高慢さを指摘した。すると、河上公は座したまま空中浮遊した。文帝は河上公が神仙であると気づき、謹んで教えを請うた。河上公は文帝に、1700年前に書いたという秘伝の注釈書を授けると、たちまち姿を消した。

## 『老子』河上公注
『老子』の注釈書『老子道徳経河上公章句』、通称「河上公注」が現存する。
実際の著者は不明。成立年代は漢代から魏晋南北朝の間で諸説あり、段階的に形成されたとする説もある。
河上公注と王弼注は、解釈だけでなく本文や受容者も異なる。王弼注が哲学的・抽象的で知識人に多く受容されたのに対し、河上公注は道教的・養生論的で道士に多く受容された。河上公注の特色は「治国」（政治思想）と「治身」（自分の身体を治める思想）の両立にある、とも言われる。「治国治身」は、唐の玄宗『御注道徳経』にも継承された。
日本では、江戸時代に林希逸注や王弼注が主流になるまで、すなわち平安時代から江戸初期まで、河上公注が主流だった。国宝含む古鈔本や古活字本が現存する。
日本語訳に 谷中 2022 がある。